# Rizky Eka Pratama
Rizky Eka Pratama (* 24. Dezember 1999 in Bone) ist ein indonesischer Fußballspieler.

## Karriere
Rizky Eka Pratama erlernte das Fußballspielen in der Jugendmannschaft von PSM Makassar. Hier unterschrieb er am 1. März 2019 auch seinen ersten Profivertrag. Der Verein aus Makassar spielte in der ersten indonesischen Liga. Sein Erstligadebüt gab er am 27. September 2019 (21. Spieltag) im Auswärtsspiel gegen Persipura Jayapura. 2019 gewann er mit Makassar den Indonesian Cup. Am Ende der Saison 2022/23 feierte er mit dem Verein die indonesische Meisterschaft.

## Erfolge
PSM Makassar
- Indonesischer Meister: 2022/23
- Indonesian Cup: 2018/19